# Egil Danielsen
Egil Danielsen (Hamar, 1933. november 9. – 2019. július 29.)  norvég olimpiai bajnok, atléta, gerelyhajító.

## Életpályája
1954-ben tizedik lett az Európa-bajnokságon, négy évvel később viszont a lengyel Janusz Sidło mögött de Kulcsár Gergelyt megelőzve kontinentális ezüstérmes lett.
1956-ban olimpiai aranyérmet nyert a döntő negyedik sorozatában dobott 85,71 méteres eredményével. Ez az eredmény akkor világcsúcs volt, és mindvégig Danielsen élete legjobbja is maradt. A világcsúcs 1959 júniusáig élt, akkor Al Cantello 86,04 méterrel átvette tőle ezt a címet.
1960-ban is ott volt az olimpián, de ott csak 17. lett, nem jutott a döntőbe.
1953 és 1957 között folyamatosan norvég bajnok volt. Olimpiai győzelme és világcsúcsa évében, 1956-ban az év norvég sportolójának választották.